# Emmanuel III Delly
Emmanuel III Delly, född 6 oktober 1927 i Telkaif i närheten av Mosul i norra Irak, död 8 april 2014 i San Diego i Kalifornien, var en irakisk kyrkoman som från 3 december 2003 till 19 december 2012 var patriark och högste företrädare för den kaldeisk-katolska kyrkan. Påven Benedictus XVI utsåg honom den 24 november 2007 till kardinal inom katolska kyrkan. 
Söndagen den 9 december 2007 höll Delly sin första predikan som kardinal, inför en fullsatt kyrka i östra Bagdad. Efteråt mötte den shiamuslimske imamen Jassim al-Jazairi upp utanför kyrkan och gratulerade Delly till utnämningen.